# 12512 Split
A 12512 Split (ideiglenes jelöléssel 1998 HW7) a Naprendszer kisbolygóövében található aszteroida. Korado Korlević és M. Dusic fedezte fel 1998. április 21-én.